# Gebhard Seyffertitz
Gebhard Seyffertitz (8. září 1826 Bregenz – 20. března 1906) byl rakouský politik německé národnosti z Tyrolska (respektive z dnešního Jižního Tyrolska), v 2. polovině 19. století poslanec Říšské rady.

## Biografie
Narodil se v Bregenzu. Jeho manželkou byla šlechtična Stefanie von Morkowitz. Měli tři děti. Žili na zámku v Siebeneichu. Byl c. k. komořím a armádním rytmistrem. Jeho bratr Carl von Seyffertitz byl rovněž politikem.
Byl poslancem Říšské rady (celostátního parlamentu Předlitavska), kam nastoupil v doplňovacích volbách roku 1875 za kurii venkovských obcí v Tyrolsku, obvod Bolzano, Merano atd. Slib složil 29. října 1875. Kvůli trvalé absenci byl jeho mandát prohlášen na schůzi 6. března 1877 za zaniklý. V roce 1873 se uvádí jako baron Gebhard von Seiffertitz, statkář a rytmistr v armádě, bytem Siebeneich. Patřil mezi konzervativní katolické kandidáty. Byl členem Hohenwartova klubu (tzv. Strana práva, která byla konzervativně a federalisticky orientována).